# Dickinson North (Dakota del Norte)
Dickinson North es un territorio no organizado ubicado en el condado de Stark en el estado estadounidense de Dakota del Norte. En el Censo de 2010 tenía una población de 2616 habitantes y una densidad poblacional de 3,74 personas por km².

## Geografía
Dickinson North se encuentra ubicado en las coordenadas 46°53′51″N 102°44′5″O / 46.89750, -102.73472. Según la Oficina del Censo de los Estados Unidos, Dickinson North tiene una superficie total de 700.38 km², de la cual 694.79 km² corresponden a tierra firme y (0.8%) 5.58 km² es agua.

## Demografía
Según el censo de 2010, había 2616 personas residiendo en Dickinson North. La densidad de población era de 3,74 hab./km². De los 2616 habitantes, Dickinson North estaba compuesto por el 97.9% blancos, el 0.31% eran afroamericanos, el 0.38% eran amerindios, el 0.27% eran asiáticos, el 0% eran isleños del Pacífico, el 0.57% eran de otras razas y el 0.57% pertenecían a dos o más razas. Del total de la población el 1.41% eran hispanos o latinos de cualquier raza.